# 岩崎昭弥
岩崎 昭弥（いわさき しょうや、1927年4月26日 - 1996年11月13日）は、日本の政治家、詩人。日本社会党参議院議員(1期)。一級建築士。

## 来歴
滋賀県出身。1948年彦根工専卒。1951年岐阜市役所に入り、岐阜市労組委員長を経て、岐阜市議会議員を2期務めた後、1966年から岐阜県議会議員を9期務める。この間1974年の第10回参議院議員通常選挙で岐阜県選挙区から日本社会党公認で立候補して落選。
その後、1993年に藤井孝男および高井和伸が第40回衆議院議員総選挙に立候補したために欠員が2名生じた参議院議員補欠選挙で、第2位で当選した（このため、1989年の第15回参議院議員通常選挙で当選した高井の残り任期を務めることとなる）。1995年の第17回参議院議員通常選挙で落選する。
1996年11月13日、死去した。69歳没。同年12月3日、特旨を以て位記を追賜され、死没日付をもって正五位勲三等に叙され、瑞宝章を追贈された。
詩人でもあり、1960年に詩集『墓碑銘』で中部日本詩人賞努力賞を受けた。

## 栄典
- 1983年 - 藍綬褒章